# Haania vitalisi
Haania vitalisi är en bönsyrseart som beskrevs av Lucien Chopard 1920. Haania vitalisi ingår i släktet Haania och familjen Thespidae. Inga underarter finns listade i Catalogue of Life.